# Komono
Komono (菰野町?, Komono-chō) è una cittadina giapponese della prefettura di Mie.